# When It All Falls Apart
When It All Falls Apart – trzeci singel australijskiego zespołu The Veronicas z ich debiutanckiej płyty zatytułowanej The Secret Life of... z 2005 roku. Utwór został wydany 21 marca 2006 roku.
Piosenka została wydana w USA jako drugi singel. Decyzja ta została nieoczekiwanie podjęta przez wytwórnię Sire Records, odpowiedzialną za produkcję albumu. Singel pokrył się w Australii złotem (sprzedaż ponad 35,000). „When It All Falls Apart” utrzymywał się przez czternaście tygodni w notowaniu Top 20 na australijskiej liście ARIA Singles Chart.